# Hans Küng
Hans Küng (Sursee, Luzern, 19. ožujka 1928. - Tübingen, 6. travnja 2021.), rimokatolički svećenik i teolog, profesor ekumenske teologije u Tübingenu.
Osuđen je od Vatikana zbog neortodoksnih stavova. Promicatelj dijaloga među religijama. Predsjednik Zaklade Svjetski etos.

## Rani radovi
Školovao se kao teolog i filozof u Njemačkoj i Rimu. Zaređen 1954. Doktorira teologiju 1957. g. na Katoličkom institutu Sveučilišta Sorbonna u Parizu, s tezom Rechtfertigung: die Lehre Karl Barths und eine katholische Besinnung  (Opravdanje: Učenje Karla Bartha i katoličko promišljanje).

### Dijalog s protestantom
Karl Barth je protestantski teolog, jedan od najutjecajnijih teologa XX. stoljeća. Nasuprot liberalnoj teologiji razvija »neoortodoksiju«.
U svojoj dizertaciji, Küng argumentira da postoji visoka sukladnost Barhovih teza o opravdanju i rimokatoličke doktrine. Rad je uz mnogo pohvala primljen među ekumenistima obje konfesije.
Kraće vrijeme služi kao svećenik u Lucernu (Švicarska). Godine 1959. – 1960. je asistent dogmatske teologije na sveučilištu u Münsteru (Njemačka). Prelazi na sveučilište u Tübingenu gdje postaje profesor (1960. – 1996.), sve do umirovljenja i proglašenja za emeritusa. Godine 1963. postaje direktor Instituta za ekumenska istraživanja u Tübingenu.

### Na Drugom vatikanskom koncilu
U knjizi Konzil und Wiedervereinigung (Koncil, reforma i obnova) (1960.) dovodi u pitanje doktrinu o nepogrešivosti pape i poziva na reforme kako u Rimokatoličkoj, tako i u protestantskim crkvama.
Usprkoj zamjerkama ovim njegovim tezama, godine 1962. papa Ivan XXIII. imenuje ga za peritusa, teologa-savjetnika u pripremanju i održavanju Drugog vatikanskog koncila, 1962-1965.

## Preispitivanja i osporavanja
Svoje teološke poglede dalje je iznio u nizu knjiga, koje su prevođene na niz jezika.
- Die Kirche (Crkva) (1967.)
- Unfehlbar? Eine Anfrage (Nepogrešivost? Jedno istraživanje) (1970.)
- Christ Sein (Biti kršćanin) (1974.)

U Hrvatskoj pod naslovom Biti kršćanin objavljeno 2002.
- Existiert Gott?: Antwort auf die Gottesfrage der Neuzeit (Postoji li Bog?: Odgovor na pitanje o Bogu Novog vremena) (1978.)

U Hrvatskoj objavljeno 1987.
- Das Christentum: Wesen und Geschichte (Kršćanstvo: Bit i povijest) (1994.)

U svojim knjigama preispituje temeljne rimokatoličke dogme kao što je nepogrešivost pape (ex cathedra), Kristovo božanstvo i bezgrešnost Djevice Marije. Iako nikada nije direktno osporio neko od tih vjerovanja, njegove beskompromisne metode prispitivanja mnogi su doživjeli kao neprihvatljive.
Godine 2005. izdana je njegova knjiga Der Anfang aller Dinge (Početak svih stvari), u kojoj razmatra odnose znanosti i religije. Razmatra pitanja kvantne fizike, neurologije, teorije evolucije.

### "Biti kršćanin"
U knjizi Biti kršćanin piše kako "živi Krist" ne zove na obožavanje, niti na oponašanje, nego na "praktično osobno nasljedovanje" u kojem "svatko ima svoj vlastiti put"; to su mnogi katolički teolozi smatrali za nedozvoljiv korak od katoličkog ka protestantskom učenju.
Zbog njegovih neortodoksnih stavova istragu protiv njega pokrenula je vatikanska Kongregacija za nauk vjere (lat. Congregatio pro doctrina fidei). Godine 1975. upozoren je na stavove koje je Kongregacija smatrala zabludom.
Nastavio je međutim svoje teze iznositi jednako energično. Godine 1976. skupina katoličkih teologa objavila je zbornik Diskussion um Hans Küngs "Krist sein". Sljedeće godine Njemačka biskupska konferencija osuđuje njegovu knjigu Christ sein, navodeći da je za Künga Isus Krist »samo uzoran čovjek« i »samo govornik Božji i zastupnik«.  Küng u svojoj sljedećoj knjizi odgovara: »Odbijam to kao nepojmljivo mi iskrivljavanje mojih misli. Isto vrijedi i za faktično podmetanje da poričem kristološke izjave nicejske ispovijesti vjere. Naprotiv: cilj mi je bio da ga učinim razumljivim današnjim ljudima.« (Hans Küng: Postoji li Bog?, Zagreb 1987, str. 625)
Međutim, unatoč svim objašnjenima, za mnoge je svećenike i teologe, a konačno i za Vatikan, način na koji Küng preispituje i reinterpretira Bibliju (»Ne obvezuje me terminologija, nego stvar o kojoj svjedoči Novi zavjet: sam Isus Krist«), ostao neprihvatljiv postupak i negiranje osnovnih vjerskih istina, kako ih definira Crkva.

### "Postoji li Bog?"
Metoda razmatranja koju Küng primjenjuje u Postoji li Bog?, zaoštrila je sukob. Iako već u uvodu jasno kaže da je odgovor na pitanje iz naslova pozitivan, a u zaključku knjige svoju odanost nicejsko-kalcedonskom vjerovanju, kroz cijelu knjigu on ulazi u bespredrasudni dijalog s najžešćim ateističkim kritičarima kršćanstva, kao što su Ludwig Feuerbach, Karl Marx, Friedrich Nietzsche, Sigmund Freud i drugi, prihvaćajući ateizam kao duhovno relevantnu poziciju, a ateističke mislioce kao ljude dostojne uvažavanja, umjesto da ih se naprosto osudi kao grešnike.

### Osuđen za herezu
Konačno, 1979. Kongregacija poništava odobrenje da predaje u svojstvu rimokatoličkog teologa. Ta je odluka izazvala prosvjede i osude i unutar Rimokatoličke crkve. Godine 1980. omogućeno mu je da nastavi predavati u Tübingenu kao sekularni predavač.
U to je doba predsjednik Kongregacije bio kardinal Franjo Šeper, a u istrazi o Küngovim tezama bitnu ulogu imao je kardinal Joseph Ratzinger, kasnije papa Benedikt XVI.

## Dijalog religija i reforma Crkve
Tijekom 1980-ih održava intenzivan dijalog i suradnju s teolozima islama, budizma, hinduizma i drugih svjetskih religija. Postiže veliki međunarodni ugled i 1989. govori na sjednici UNESCO-a i Svjetskog gospodarskog foruma u Davosu.

### Ka svjetskoj etici
U svojim kasnijim knjigama Projekt Weltethos (hrv. Projekt svjetskog etosa, izdano 1992.) i Ja zum Weltethos (hrv. Recite da za svjetski etos) razmatra ideju svjetskog etosa.  Jedan je od ključnih autora Deklaracije o svjetskoj etici prihvaćene na sjednici Parlamenta svjetskih religija, u Chicagu, 4. rujna 1993. Godine 1995. osniva Zakladu svjetski etos (njem. Stiftung Weltethos).

### PokretMi smo Crkva
Jedan je od inspiratora pokreta Mi smo Crkva (njem. Wir sind Kirche), koji osniva grupa rimokatoličkih laika i svećenika u Austriji 1995. godine, tražeći radikalne reforme u Crkvi. Pokret se brzo širi i 23. studenoga 1996. u Rimu biva osnovan Međunarodni pokret Mi smo crkva (eng. International Movement We Are Church, IMWAC). Pokret sebe doživljava kao nastavak i oživljavanje duha Drugog vatikanskog koncila, što je i jedna od osnovnih Küngovih preokupacija.
Kardinal Ratzinger, tada pročelnik Kongregacije za nauk vjere, osudio je djelovanje Pokreta u dva pisma poslana Austrijskoj biskupskoj konferenciji 1997. Pisma su u siječnju 1998. objavljena u austrijskom magazinu Profil, te su izazvala zaprepaštenje i osudu austrijske javnosti. Küng je u pismu podrške Pokretu osudio stav Rima kao »reakcionaran« i upozorio »dobre i pune vjere katolike« da ne nasjednu zamkama »primitivnog strateškog manevriranja Rima«.
Program reforme katoličke Crkve predložen je tekstom koji se zove Apel naroda Božjega. Iako su ovaj Apel potpisali milijuni katolika, talijanska sekcija Noi siamo Chiesa komentirala ga je kao "un Appello inascoltato", s obzirom na to da nijedna od navedenih 6 točki nije stavljena u razmatranje od strane pape Woytile i oficijalne crkve.
Tekst Apela naroda Božjega - Mi smo Crkva dostupan je i u hrvatskom prijevodu, a može se pročitati na portalu online časopisa Bazavox.com, gdje je ovaj Apel moguće i potpisati.